# 古畑弘二
古畑 弘二（、1938年12月9日 - ）は、日本の元俳優。元劇団四季劇団員。1965年公開の映画『フランケンシュタイン対地底怪獣』に登場するフランケンシュタインを演じた。1963年時点での身長は177センチメートル。立教高校卒業。

## 人物

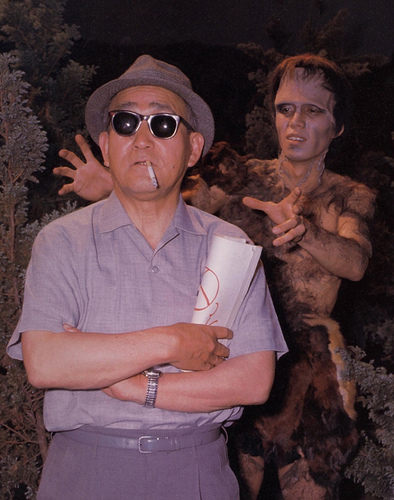
『フランケンシュタイン対地底怪獣』撮影現場での古畑弘二と円谷英二

立教大学中退後、俳優座の養成所9期生を経て1960年に劇団四季に入団。在籍中には映画やテレビドラマに出演し、将来を期待される俳優であった。しかし病気で声が出なくなったことをきっかけに、1964年の暮れに四季を退団し芸能界から引退した。養成所時代から交際のあった俳優の金井克美との結婚が決まっており、サラリーマンとしてのキャリアを進もうとしていたところに東宝から『フランケンシュタイン対地底怪獣』への出演依頼があった。演技力とメイクがしやすそうな顔立ちを買われたのである。古畑は当初これを固辞したが、「この1作だけ」の条件を付けた上で出演を承諾した。この作品の後に完全に芸能界から身を引いたため、その後の消息は不明である。
過去の資料では、映画出演は『フランケンシュタイン対地底怪獣』1作のみと記述しており、同作品のためにスカウトされた素人と流布されていた。監督の本多猪四郎は、石原慎太郎から「フランケンシュタインにそっくりなのがいる」として葉山にある青果店の息子を紹介されたと証言していた。
フランケンシュタインと対決する怪獣バラゴンを演じた中島春雄は、古畑が裸同然の格好で行った激しいアクションを高く評価している。フランケンシュタインの頭部造型を担当した村瀬継蔵は、激しいアクションのイメージとは異なり普段はおとなしい人物であったと述べている。

## 出演作品

### 映画
- 第五福竜丸（1959年）[8][注釈 4]
- 二十歳の恋（1962年）[出典 4] - 藤原浩
- 明日への虹（1964年）[4][9][16]
- フランケンシュタイン対地底怪獣（1965年） - フランケンシュタイン[出典 5]

### テレビドラマ
- 現代愛（1961年）[1]
- 孤独な青年の休暇（1962年）
- おかあさん 第2シリーズ 第151話「あつまり」（1962年）
- 七人の刑事 第1シリーズ
  - 第90話「狙われている」（1963年）
  - 第124話「女が死んだ」（1964年）
- 判決 第1シリーズ 第75話「活きた矢」（1964年）
- 死の流域（1964年）